# Радченко Олександра Миколаївна

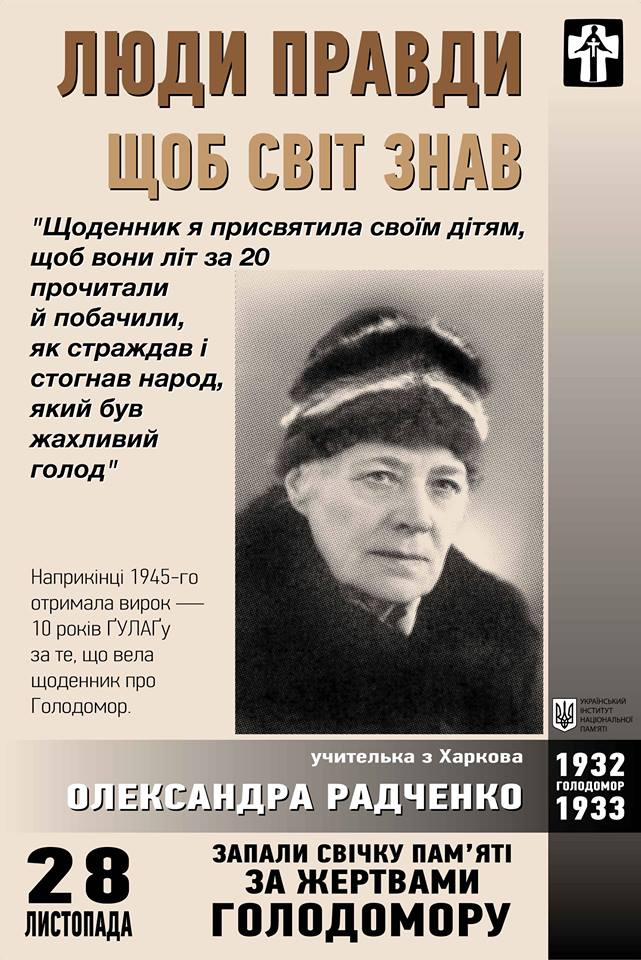

Олекса́ндра Микола́ївна Ра́дченко (нар. 1896, Охтирка, Сумська область — пом. 1965, Вовчанськ, Харківська область) — український вчитель, політв'язень радянського режиму. З 1926 по 1945 роки вела щоденник, у якому описувала події під Голодомору. 7 липня 1945 року слідчий НКВД підписав арешт Олександри за її щоденники, які стали головним доказом «антирадянської пропаганди та агітації». Повернулася з таборів у 1955, реабілітована у 1991, частина щоденників опубліковано у 2007 році.

## Щоденник
У 1930-ті роки працювала учителькою на Харківщині. За службовим становищем мала харчовий пайок, що дало змогу їй і її дітям врятуватися від голоду. В цей час веде в щоденнику записи, що стосуються Голодомору 1932–1933 років..

## Біографія
З 1926 року по 1936 працювала учителькою. З 1937 по 1939 рік працювала на метеорологічній станції.
У 1940 році переїхала з родиною до Буковини. У 1941 році Буковину окупували румунські війська, які у той момент були союзникам німецьких військ. Олександру разом з її чоловіком Василем арештували і відправили до табору. Там вони перебували кілька місяців, аж поки знайомі Василя не допомогли їх звільнити. Після звільнення чоловік продовжив і далі працювати лісником.
Спочатку сподівалася, що нова влада «звільнить від комуністів», тому зв'язалася із німецьким журналістом. Він обіцяв видати щоденники про Голодомор. Проте щоденники так і не видали, а Олександра Миколаївна з часом зрозуміла, що нова влада не ліпша за радянську.
У 1941–1942 роки веде щоденник вже про злочини іншої злочинної влади. У 1943 році її 17-річну дочку Еліду забрали на примусові роботи до Німеччини. А в 1944 році чоловіка, як «пособника фашистів» забрали у радянський штраф-бат. У 1945 році дочка і чоловік повернулися додому. Але Олександру Миколаївну заарештували за щоденники, виявлені під час обшуку. Було вилучено 7 зошитів-щоденників. Потім три з них було знищено КДБ.
Дочка Еліда розповідала про ті події:
Мама щоденників ніколи не ховала. Добралися до скриньки, де лежали щоденники. Я п'ять-шість загальних зошитів, які лежали на столі, встигла закинути під подушку. Після арешту мами ми почали їх читати, а там стільки жахів було написано про Голодомор, що ми вирішили, що всю сім'ю розстріляють, тому ми спалили їх…

Але і тих, що знайшли виявилося досить, щоб засудити вчительку. Слідство велося протягом півроку. Олександра відразу призналася, що щоденники вела саме вона. Але слідчий примушував її визнати, що вона вела їх з метою дискредитації Радянського Союзу. 17 грудня 1945 року в місті Проскурів (нинішній Хмельницький) за «контреволюційні щоденники» було винесено вирок — 10 років Гулагу. На суді відмовилася від всіх показань, які дала під тиском і заявила:
Мета моїх записів — присвятити їх дітям. Я писала, що через 20 років діти не повірять, що такими жорстокими методами будували соціалізм. На Україні в 1930–1933 роках український народ переживав страхіття…

Під час перебування в ув'язненні боролася за своє звільнення і писала протести, але безрезультатно. Повернулася додому у серпні 1955 році із підірваним таборами здоров'ям.

## Реабілітація
23 липня 1991 року була реабілітована.

## Публікація щоденників
Під час слідства було спалено 3 щоденника. Після розвалу Радянського Союзу щоденники передали СБУ.
У 2001 році донька Еліда почула по радіо, що можна ознайомитися із щоденниками матері.
Лише у 2007 році частина щоденників була опублікована в книзі «Розсекречена пам'ять».